# Винла
Винла — деревня в муниципальном районе «Сосногорск» в составе городского поселения Сосногорск Республики Коми.

## Географическое положение
Деревня расположена на левом берегу Ижмы
в 44 километрах на север-северо-запад от города Сосногорск.

## Климат
Климат характеризуется как континентальный. Средняя месячная температура самого холодного месяца — января — 16,5—18,0 °C. Средняя месячная температура самого тёплого месяца — июля +15,0—16,0 °C. Абсолютный максимум +35 °C. Продолжительность зимнего периода около 6 месяцев — с середины октября до середины апреля. Устойчивые морозы наступают в начале ноября и прекращаются в конце марта. Максимальная глубина сезонного промерзания грунта — 2 м. Устойчивый снежный покров образуется в последней декаде октября и держится до конца апреля.

## История
Деревня основана в 1810 году.

## Население
| 2010 |
| ---- |
| 77   |

Постоянное население 98 человек (2002), в том числе коми 99 %.